# アントニオット・ウゾディマーレ (駆逐艦)
アントニオット・ウゾディマーレ(Antoniotto Usodimare)は偵察艦であり、後にイタリア海軍の駆逐艦となった。

## 艦歴

### 命名とモットー
ウゾディマーレの名前は、1416年生まれのジェノヴァ人航海士アントニオット・ウソディマーレにちなむ。彼はポルトガルのエンリケ航海王子の代理としてアフリカ西岸を探検した。彼は1461年頃に消息を絶った。
船のモットーである「Navigare necesse」（航海することの必要性）は、ポンペイウスが水夫たちに語った有名な言葉「Navigare necesse est, vivere non est necesse」(航海することは必要だが、生きることは必要ではない)から取られている。

### 1930年代

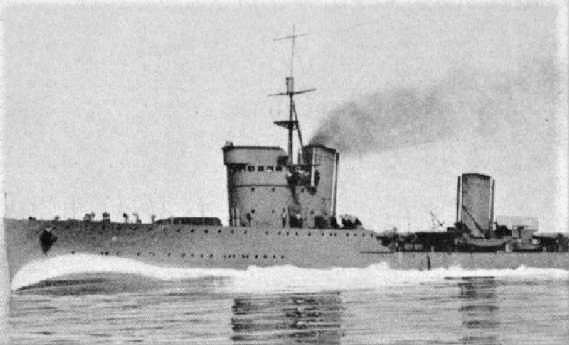
海上試運転中のウゾディマーレ。まだ武装がないことに注目

ウゾディマーレは、1929年11月に軽偵察艦として就役した同級の6番艦であり、間もなく安定性向上のための最初の大規模な改造（上部構造の軽量化と下降）、舵の交換（1932年）、魚雷発射管の交換が行われた。
1930年12月には、イタロ・バルボの大西洋横断イタリア-ブラジル航空クルーズの支援に使用された。
1934年8月10日、プローチダ沖で蒸気船パラスに衝突され、駆逐艦の乗組員2名が。死亡した。
スペイン内戦（1936～1938年）にも参加した。
1938年には駆逐艦に格下げされ、ターラントを拠点とする第16駆逐隊に配属された。1939年12月から1940年4月までは、ダ・レッコとタリーゴを拠点とする第16戦隊の一員として、レロス島のエーゲ海司令部に転属した。
ほとんどすべての姉妹艦（ダ・レッコを除く）とは逆に、1940年4月30日までレロス島に編入されていたため、最終的な改造を受けることはなく、作戦活動の最後までオリジナルの姿を保っていた。

### 第二次世界大戦
第二次世界大戦が始まると、ダ・レッコ、タリーゴ、ペッサーニョの姉妹艦とともに第16駆逐隊に所属した。
1940年6月12日午前2時、ペッサーニョ、ダ・レッコ、第1師団（重巡洋艦ザラ、フィウメ、ゴリツィア）、第8師団（軽巡洋艦ドゥーカ・デッリ・アブルッツィ、ガリバルディ）、第9駆逐隊（アルフィエーリ、オリアーニ、ジョベルティ、カルドゥッチ）とともにイオニア海を哨戒するためターラントを出港した。
1940年7月7日14時。 10、1940年7月7日、ダ・レッコ、ペッサーニョ、巡洋艦第4師団（ダ・バルビアーノ、アルベルト・ディ・ジュッサーノ、カドルナ、ディアス）とともにターラントを出航、第8師団（ドゥーカ・デッリ・アブルッツィ、ガリバルディ）とともにリビア向けの輸送船団（兵員輸送船エスペリア、カリテア、内燃機船マルコ・フォスカリーニ、フランチェスコ・バルバーロ、ベトル・ピサニ、魚雷艇オルサ、プロチオーネ、オリオーネ、ペガソ、アッバ、ピロの護衛）を支援した。
この編隊はその後、第1海軍中隊と第2海軍中隊に合流し、7月9日のプンタ・スティロ沖海戦に参加した。しかし、ウゾディマーレはその中で大きな役割を果たさなかった。
8月1日、姉妹艦のヴィヴァルディとともに対潜哨戒任務のためにダ・ノーリ、ペッサーニョ、ダ・レッコと共にアウグスタを出発し、ヴィヴァルディがイギリス潜水艦オズワルドを撃沈した。
1941年2月1日、大型混成内燃機船ヴィミナーレと衝突して損傷した。
1941年6月3日、駆逐艦ピガフェッタ、ダ・ヴェラッツァーノ、ダ・レッコ、ジョベルティ、シロッコ、ダ・モスト、第4師団（軽巡洋艦バンデ・ネーレ、アルベルト・ディ・ジュッサーノ）、第7師団（軽巡洋艦エウジェニオ・ディ・サヴォイア、デュカ・ダオスタ、アッテンドーロ）と共にトリポリ北東に2つの機雷原を敷設した。
8月31日から9月2日にかけて、トリポリからターラントへ戻るヴィクトリア、ネプチューニア、オセアニアの輸送船団を護衛（駆逐艦アヴィエーレ、ダ・ノーリ、カミチア・ネーラ、ペッサーニョ、ジョベルティとともに）。イギリス潜水艦アプホルダーの攻撃にもかかわらず、無傷で目的地に到着した。
9月16日の夕方、ターラントを出港し、トリポリに向かう輸送船団ヴルカニアを護衛した。輸送船団は兵員輸送船ネプチューニアとオセアニアで構成され、ウゾディマーレの他に駆逐艦ニコローゾ・ダ・レッコ、アントーニオ・ダ・ノーリ、ヴィンチェンツォ・ジョベルティ、エマヌエーレ・ペッサーニョが護衛した。しかし、輸送船団はリビア沖でイギリス潜水艦アプホルダー、アンビートゥン、アップライト、アースラによる雷撃に遭遇した。9月18日午前4時15分、アプホルダーから発射された魚雷がネプチューニアとオセアニアに命中。485名の遭難者を救助した後、ウゾディマーレは無傷のままヴルカニアの護衛に回され、他の駆逐艦は潜水艦の追跡と被災船の救助のために停泊した（後に両艦とも沈没）。 午前6時20分、この2隻はイギリスの潜水艦アースラの攻撃を受け、7時20分、潜水艦3000メートル離れたところから4本の魚雷を発射した。しかし、この潜水艦と魚雷は、輸送船団を支援するためにトリポリを出港した航空機と艦船によって発見されたため、警告を受けたヴルカニアは、操船によって船尾の魚雷を回避することができ、後に無傷でトリポリに到着した<refhttps://twtr.satoru.net/ name = "Rocca-2"/>。
10月2日、ナポリを出港し、駆逐艦エウロ、アントーニオ・ダ・ノーリ、ヴィンチェンツォ・ジョベルティとともに、後に水雷艇パルテノペとカリオペも加え、輸送船ヴェトル・ピサニ、ファビオ・フィルツィ、リアルト、セバスティアーノ・ヴェニエが形成する輸送船団を護衛した。10月5日、リアルトは第830戦隊のイギリス軍雷撃機の攻撃を受け、北緯33度30分、東経15度53分の位置で沈没した。
10月16日から19日にかけて、ナポリからトリポリに向かう輸送船団（輸送船ベッペ、マリン・サヌード、プロビタス、パオリーナ、カテリーナ）の護衛（駆逐艦フォルゴーレ、フルミーネ、ジョベルティ、ダ・レッコ、セベニーコ）の一員となり、その後、トロール船アンバ・アラダムと水雷艇カスチーノ、タグボートマックス・バレントによって曳航され、ダ・レッコと水雷艇カリオペに支援された（21日にトリポリに到着）。
12月12日午前10時30分、近代的なモーター船ファビオ・フィルツィとカルロ・デル・グレコで編成されたA輸送船団は、M 41作戦の一環として、ダ・レッコとともにターラントからトリポリに向かう船舶を護衛するためにメッシーナを出港した。 13日2時30分、タラントから10マイルほど離れたカポ・サン・ヴィートの南15マイルを通過中、潜水艦アップライトの攻撃を受けた。フィルツィは転覆し、7分で沈没、デル・グレコは曳航を試みるも損傷により沈没、2隻に乗船していた649名のうち214名が死亡した。
12月16日、第10駆逐隊に所属し、戦艦アンドレア・ドーリア、ジュリオ・チェザーレ、リットリオ、重巡洋艦トレント、ゴリツィア、駆逐艦グラナティエーレ、ベルサリエーレ、フチリエーレ、アルピーノ、コラッツィエーレ、カラビニエーレ、ジョベルティ、オリアーニ、マエストラーレとともに船団護衛に参加、 リビア向け輸送船団作戦M 42（商船モンジネヴロ、ナポリ、アンカラ、ベトル・ピサニと駆逐艦サエッタ、ダ・レッコ、ヴィヴァルディ、ダ・ノーリ、マロチェッロ、ペッサーニョ、ゼーノの護衛)の合計2つの輸送船団で、いずれもタラントを出発し、ベンガジ（アンカラとサエッタ）およびトリポリへ向かう。 一方、支援部隊は第1次シルテ湾海戦（1941年12月17日）というイギリス軍編隊との戦闘に参加し、失敗に終わった。
1942年、13.2mm機関銃は7門の20mm砲に換装された。
1942年1月3日午前10時15分、駆逐艦ベルサリエーレ、フチリエーレ、ヴィヴァルディ、ダ・レッコとともにメッシーナを出港し、M 43作戦（リビアへ3つの輸送船団、合計6隻の商船、6隻の駆逐艦、5隻の水雷艇が洋上に集結）の一環として、トリポリへ向かう近代的な内燃機船、ニーノ・ビクシオ、レリチ、モンジネヴロの輸送船団を護衛した。商船はすべて1月5日に目的地に到着した。
1月18日、ダ・レッコとともに大型タンカー、ジュリオ・ジョルダーニを護衛していたところ、第830飛行隊のフェアリー・ソードフィッシュ雷撃機の攻撃を受けたが、被害は免れた。
2月21日、K. 7作戦中、駆逐艦マエストラーレ、ピガフェッタ、ペッサーニョ、シロッコ、水雷艇チルチェと共に、13:30にコルフ島を出港し、トリポリに到着した輸送船団（大型タンカージュリオ・ジョルダーニと貨物船レリチとモンヴィーゾで編成）の護衛の一翼を担った。2月23日午前10時14分、チルチェは輸送船団を攻撃しようとしていたイギリスの潜水艦P 38を発見。水雷艇は爆雷でこの潜水艦を攻撃し、大破させた。その後、ウゾディマーレとペッサーニョが介入し、爆雷を投下し、航空機と協力して、浮上したばかりの敵部隊を機銃掃射した。P38は乗組員全員とともに北緯32度48分、東経14度58分の地点で沈没した。
ウゾディマーレは、同士討ちで失われた唯一のイタリア駆逐艦であった。1942年6月8日の午前2時、この部隊はナポリを出港し、トリポリに向かう近代的な内燃機船ベトル・ピサニを護衛していた。2つの部隊はその後、シチリア海峡で、リビアに向 かう別の輸送船団に合流した。同じ海域にはイタリア潜水艦アラジもいた。アラジは待ち伏せ区域（ブラン岬の北約20マイル）に到着したばかりで、輸送船団の存在を知らされていなかった。イギリス艦だと信じた潜水艦は、最も近くにいた駆逐艦ウゾディマーレに対して3本の魚雷を発射した。午後9時20分に魚雷を受けた駆逐艦は、ボン岬の北72マイルの地点で2つに割れ、5分以内に沈没した。乗組員306名（他の船の少数の船員を含む）のうち、死者141名、生存者165名であった。
紛争期間中、ウゾディマーレは113の任務を遂行し、総走行距離は41,972マイルに及んだ。

## 歴代艦長
- サンテ・ボンディ（1899年9月4日生まれ）（1940年6月10日から1940年10月まで）
- アルフォンソ・ガレアーニ（1899年1月2日ローマ生まれ）（1940年10月から1941年10月27日まで）
- ルイジ・メリーニ（1898年3月15日リヴォルノ生まれ）（1941年10月28日から1942年6月8日まで）